# طواف مسقط 2023
طواف مسقط 2023 هو سباق دراجات هوائية من فئة  1.1، وهو الموسم الأول من طواف مسقط ‏، وأقيم في 10 فبراير 2023 ضمن سباقات طواف آسيا للدراجات 2023.
فاز بالمركز الأول جينثي بيرمانز ‏، وفاز بالمركز الثاني Jordi Warlop ‏، وفاز بالمركز الثالث أندريا فيندرام.